# Реакція Пассеріні
Реакція Пассеріні (англ. Passerini reaction) — трикомпонентна реакція між карбоксильною кислотою, карбонільною сполукою (альдегідом або кетоном) та ізоціанідом, продуктом якої є α-гідроксикарбоксамід.
Механізм реакції: